# Mimosa bahamensis
Mimosa bahamensis (лат.) — вид вечнозелёных древесных растений рода Мимоза семейства Бобовые (Fabaceae). 

## Номенклатурная история
Mimosa bahamensis была описана Бентамом в 1842 году и долгое время вид считался эндемичным для Багамских островов. В 1903 году Роуз и
Робинсон описали Mimosa hemiendyta, который различные источники считали эндемиком полуострова Юкатан.
Бриттон в 1928 году отнёс эти два вида к новому роду Pteromimosa. Впоследствии этот род не стал признаваться на основании не уникальности диагностических признаков.
Радд (англ. Velva E. Rudd) (1969) тщательно исследовав экземпляры собранные на Юкатане и на Багамах, пришла к выводу, что это один и тот же вид Mimosa bahamensis Benth. с разорванным Юкатан-Багамским ареалом. 

## Ботаническое описание
Кустарник или дерево высотой 3-8 м. Листья парно-перистые с небольшими долями. Соцветия головчатые. Плоды с 6-9 семенами имеют широкую кайму.

## Фенология
Цветение начинается в конце мая и продолжается около месяца. Плоды созревают в сентябре-октябре. Период распространения семян растянут.

## Хозяйственное значение
Благодаря большому количеству семян и нетребовательности к условиям произрастания, Mimosa bahamensis может быстро занимать освободившиеся территории. Она массово встречается на нарушенных местах, на посевных землях, подвергающихся периодическим палам или
заброшенных, а также по окраинам дорог.
Mimosa bahamensis быстро заселяет вырубки, развиваясь сначала как кустарник, позже как дерево  не более 8 м высоты. Этот вид является одним из наиболее массовых элементов вторичных сообществ бобовых, образующихся в результате рубок.
Медонос. Используется для дубления кож.